# Potubəyli
Potubəyli è un comune dell'Azerbaigian situato nel distretto di Saatlı.